# Hilgert (Woldert)
Hilgert ist ein Ortsteil der Ortsgemeinde Woldert im Landkreis Neuwied in Rheinland-Pfalz. Der Ort war bis zum 16. März 1974 eine eigenständige Gemeinde und gehört heute der Verbandsgemeinde Puderbach an.

## Lage
Hilgert liegt am Rand des Naturparks Rhein-Westerwald, etwa acht Kilometer Luftlinie südlich der Stadt Altenkirchen (Westerwald) und 22 Kilometer nordöstlich von Neuwied. Die Gemarkung von Hilgert grenzt im Norden an Oberdreis mit dem Ortsteil Dendert, im Osten an Roßbach im Westerwaldkreis, im Süden an Woldert und im Westen an Weroth, einen Ortsteil der Gemeinde Steimel. Der Dreisbach fließt durch den Ort. Auf der Gemarkung von Hilgert liegt außerdem der Wohnplatz Haus Osterberg.
Durch Hilgert führt die Kreisstraße 142 zwischen Puderbach und Oberdreis. Die Landesstraße 268 ist etwa zwei Kilometer und die Landesstraße 267 genau vier Kilometer entfernt. Östlich von Hilgert liegt das Naturdenkmal Wilder Stein.

## Geschichte
Hilgert wurde im Jahr 1376 als Hilgerode erstmals urkundlich erwähnt. Vor 1580 gehörte das Dorf vermutlich zur Pfarrei Roßbach in der Grafschaft Sayn, später gehörte Hilgert zum Kirchspiel Puderbach und zur Grafschaft Wied. Die kirchliche Zugehörigkeit änderte sich zeitweise, im Jahr 1615 war ein Teil des Ortes dem Kirchspiel Oberdreis zugeordnet. Während des 18. Jahrhunderts gehörte Hilgert zeitweise zum Kirchspiel Freirachdorf. Bis 1806 war der Ort ein Teil der Grafschaft Wied-Runkel. Danach kam Hilgert zum Herzogtum Nassau und gehörte dort zum Amt Dierdorf im Regierungsbezirk Ehrenbreitstein. Durch die auf dem Wiener Kongress getroffenen Vereinbarungen wurde das Gebiet um Hilgert im Jahr 1815 an das Königreich Preußen abgetreten. Dort gehörte Hilgert zur Bürgermeisterei Niederwambach im Kreis Neuwied des Regierungsbezirks Koblenz. Dieser wurde 1822 ein Teil der Rheinprovinz.
In Hilgert bestand bereits seit dem 17. Jahrhundert eine Bannmühle der Grafschaft Wied. Zum Mühlenbann gehörten neben Hilgert auch die Dörfer Dendert, Weroth und Woldert. Der Pächter der Mühle musste nach einer Pachturkunde aus dem Jahr 1690 jährlich eine Pacht von 110 Reichstalern zahlen. Der Mühlenbann wurde 1845 aufgehoben und die Mühle verkauft.
Die Bürgermeisterei Niederwambach wurde 1927 in Amt Niederwambach umbenannt und schloss sich 1937 mit dem Amt Puderbach zu der neuen Amt Puderbach zusammen. Seit dem Ende des Zweiten Weltkrieges gehört Hilgert zu Rheinland-Pfalz. 1968 wurde aus dem Amt Puderbach die Verbandsgemeinde Puderbach gebildet. Am 16. März 1974 wurde die Gemeinde Hilgert im Zuge einer Gemeindegebietsreform nach Woldert eingemeindet. Zum Zeitpunkt ihrer Auflösung hatte die Gemeinde Hilgert 68 Einwohner.

## Sehenswürdigkeiten

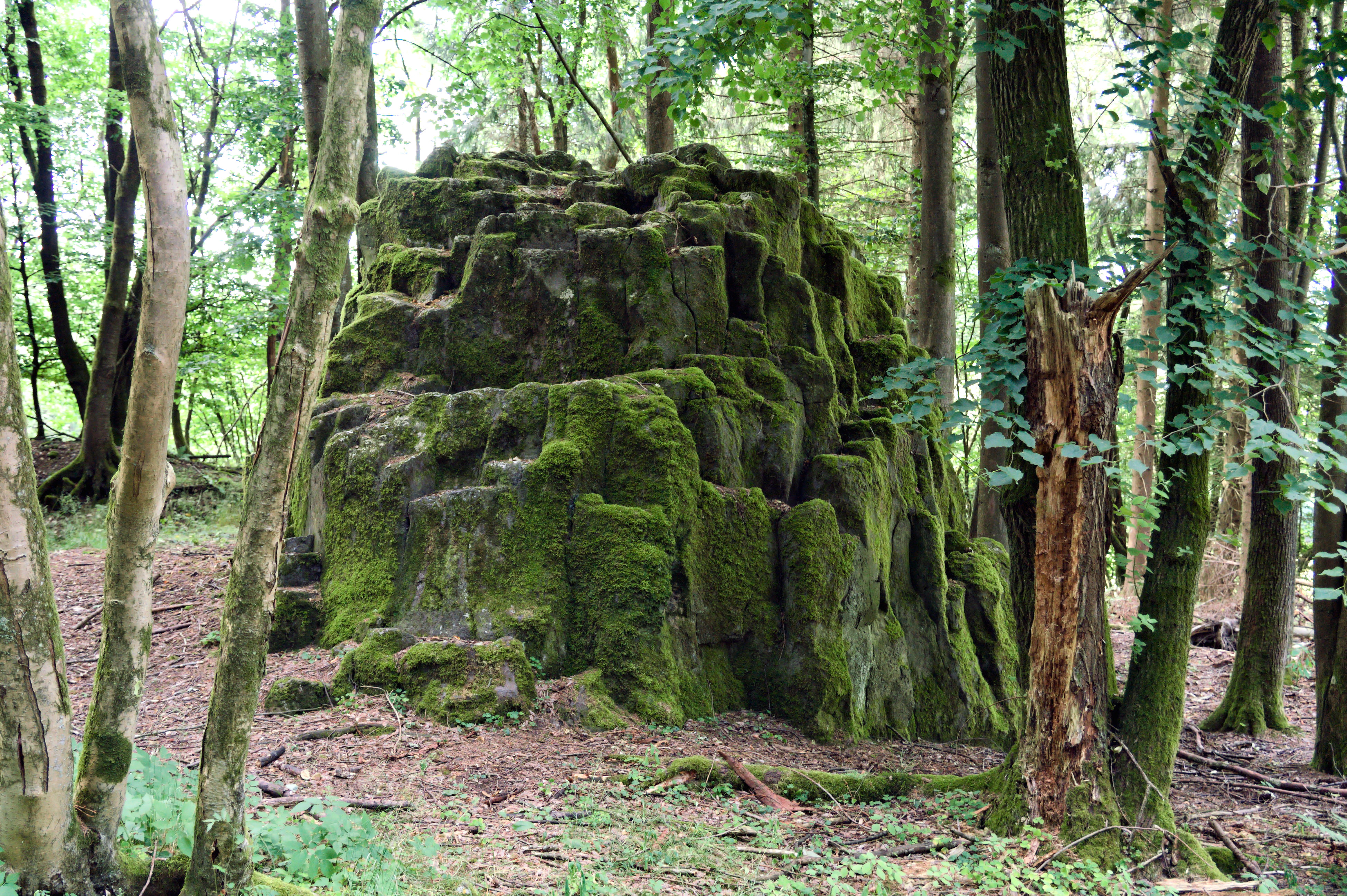
Naturdenkmal Wilder Stein bei Hilgert

In Hilgert steht das Fachwerkhaus Dorfstraße 27 (Abbildung oben) aus dem 18. Jahrhundert unter Denkmalschutz. In einem Waldgebiet östlich von Hilgert befindet sich das Naturdenkmal Wilder Stein.